# Pupilla kyrostriata
Pupilla kyrostriata ist eine Schneckenart aus der Familie der Puppenschnecken, die zur Unterordnung der Landlungenschnecken (Stylommatophora) gerechnet wird. Der Name kyrostriata leitet sich vom antiken Namen des Flusses Kura und der starken Streifung der Gehäuseoberfläche ab.

## Merkmale
Das rechtsgewundene, zylinderförmige, eng genabelte Gehäuse ist 2,45 bis 2,90 mm hoch und 1,45 bis 1,60 mm breit. Es ist hornbraun und weist 5,25 bis 6,75 stark gewölbte Umgänge auf. Der letzte Umgang ist etwas gedrückt mit einer länglichen Einschnürung zwischen dem Mundsaum und dem mehr oder weniger deutlich entwickelten Nackenwulst. Die Gehäuseoberfläche ist unregelmäßig grob gestreift. In der rundlichen Mündung befindet sich jeweils ein Palatal-, Parietal- und Columellarzahn. Parietal- und Columellarzahn liegen tief und letztere ist bei senkrechter Aufsicht auf die Mündung nicht immer zu erkennen. Der Palatalzahn ist länglich und entspricht einer länglichen Vertiefung auf der Außenseite der letzten Windung.

### Ähnliche Arten
Pupilla kyrostriata ist der ebenfalls kaukasischen Pupilla bipapulata am ähnlichsten. Sie unterscheidet sich jedoch durch das durchschnittlich breitere Gehäuse, die gröbere Streifung der Gehäuseoberfläche, die längere untere Palatalfalte und das Fehlen der oberen Palatalfalte. Von Pupilla sterrii unterscheidet sich Pupilla kyrostriata durch das kleinere Gehäuse, das Vorhandensein einer Columellarfalte und die längliche, kräftige Palatalfalte.
Pupilla kyrostriata kommt gelegentlich zusammen mit Pupilla triplicata vor, von der sie sich durch die stärker gewölbten Umgänge und stärkere Streifung der Oberfläche unterscheidet.

## Geographische Verbreitung und Lebensraum
Pupilla kyrostriata kommt im Kaukasus im Einzugsgebiet der Flüsse Kura und Aras vor. Bis jetzt wurde sie in den Staaten Aserbaidschan, Armenien und Georgien gefunden.
Die Art bevorzugt trockene, steinige Lebensräume mit wenig Bedeckung durch Gräser und Gebüsche. In der Regel bewohnt sie kalkarmen Untergrund.

## Taxonomie
Gehäuse dieses Taxons sind seit langem bekannt, wurden aber in der Regel als abweichende Form von Pupilla triplicata oder als Pupilla sterrii bestimmt. Erst 2014 wurde durch Walther & Hausdorf festgestellt, dass sie sich von beiden Arten unterscheidet.